# Manoir du Catel
Manoir du Catel is een kasteel in de Franse gemeente Écretteville-lès-Baons.